# エヴァンス・ワイズ
エヴァンス・ワイズ（Evans Wise、1973年11月23日 - ）は、トリニダード・トバゴの元サッカー選手。元トリニダード・トバゴ代表。ポジションはフォワード。

## 来歴
1995年10月にトリニダード・トバゴ代表デビュー。翌年の1996 CONCACAFゴールドカップにも出場した。2000 CONCACAFゴールドカップではベスト4になった。トリニダード・トバゴ史上初の出場となった2006 FIFAワールドカップのメンバーにも選ばれ、グループステージ2試合に出場した。トリニダード・トバゴ代表として20試合に出場、2得点をあげた。

## 代表歴

### 出場大会
- トリニダード・トバゴ代表
  - 2006 FIFAワールドカップ

### 試合数
- 国際Aマッチ 20試合 2得点（1995年-2006年）[1]

| トリニダード・トバゴ代表 | 国際Aマッチ | 国際Aマッチ |
| 年                       | 出場        | 得点        |
| ------------------------ | ----------- | ----------- |
| 1995                     | 2           | 1           |
| 1996                     | 4           | 0           |
| 1997                     | 0           | 0           |
| 1998                     | 0           | 0           |
| 1999                     | 0           | 0           |
| 2000                     | 6           | 0           |
| 2001                     | 2           | 0           |
| 2002                     | 0           | 0           |
| 2003                     | 2           | 1           |
| 2004                     | 0           | 0           |
| 2005                     | 0           | 0           |
| 2006                     | 4           | 0           |
| 通算                     | 20          | 2           |